# Plaštenjaci
Plaštenjaci (Tunicata, Urochordata) su skupina morskih životinja iz koljena svitkovaca i skupine bezlubanjaca. Nastanjuju sva mora, a žive od plićaka do dubina od nekoliko tisuća metara. Vrećastog su oblika i žive pričvršćeni za morsko dno (osim dvootvorki) ili neku drugu podlogu (ove životinje spadaju u skupinu bentosa). U larvalnom stadiju mnoge vrste slobodno plivaju, imaju rep i svitak te nalikuju na punoglavce.
Najstariji fosilni nalazi datiraju iz starijeg silura.

## Građa
Tijelo plaštenjaka obavijeno je debelim ovojem građenim od tunicina, tvari koja je kemijski slična biljnoj celulozi. Na gornjem dijelu tijela imaju dva otvora. Veći, tzv. "usni otvor",  u kojem se nalazi škržna vrećica, služi za ulazak vode za disanje zajedno s planktonskom hranom, dok kroz drugi, manji otvor, izlazi neiskorištena voda zajedno s neprobavljivim produktima. Probavilo se nalazi na trbušnoj strani, a ispod njega nalazi se srce. Srce kod ovih životinja u pravilnim razmacima mijenja smjer "pumpanja". Živčevlje je na leđnoj strani škržne vrećice.

## Prehrana
Ove životinje su filtratori. Dio probavila ovih životinja, negdje poznato pod nazivom "škržno crijevo", je jedinstveno i ne pojavljuje se kod drugih vrsta životinja. Tu se radi o dijelu crijeva koje je cijelim nizom sitnih proreza povezano sa škrgama i gdje se na tankim izraslinama, kao na filteru, zadržavaju hranjive tvari. Kod odraslih dvootvorki kraj crijeva i spolni otvor završavaju u prostoru kloake.

## Razmnožavanje
Plaštenjaci su većinom dvospolci. Iz tijela s izbačenom vodom ispuštaju spermije, a do oplodnje dolazi unutar tijela kad spermiji druge životinje uđu u tijelo s usisnom vodom. Pored spolnog, kod većine se susreće i bespolno razmnožavanje pupanjem, a prisutna je i smjena generacija, kad generaciju koja se razmožava spolno, smjenjuje generacija bespolnog razmnožavanja. 